# Falkenberg (Brandemburgo)
Falkenberg é um município da Alemanha, situado no distrito de Märkisch-Oderland, no estado de Brandemburgo. Tem 59,43 km² de área, e sua população em 2019 foi estimada em 2.262 habitantes.